# Macchi C.206
Il Macchi C.206 è stato un aereo aereo monomotore ad elica italiano da caccia ad ala dritta progettato da Mario Castoldi e costruito dalla Aeronautica Macchi dalla seconda metà della seconda guerra mondiale. Il prototipo, quasi completato all'atto dell'armistizio, rimase coinvolto in una esplosione accidentale il 22 ottobre 1943 e accantonato fino al completo abbandono dei lavori nel 1944 a causa dei bombardamenti alleati

## Storia del progetto
In attesa della possibilità, prevista per i primi mesi del 1943, di poter disporre del motore DB 603, capace di erogare 1 750 cavalli vapore (1 290 kW), il team di progettisti guidato dall'ing. Mario Castoldi proseguì nella progettazione, su iniziativa della ditta Macchi, di una versione ad interim ancora con motore DB 605 che identificò come C.206. 
Per ridurre il carico alare e portarlo ai valori del Macchi C.202, allo scopo di mantenere una buona manovrabilità in quota ed inoltre accrescere la robustezza strutturale della cellula, in particolare in corrispondenza delle giunzioni alla fusoliera, Castoldi progettò una nuova ala con una superficie di 21 m2 e costruita in un solo pezzo con solo le estremità smontabili, evitando la complessità della giunzione ala-fusoliera.
Particolare attenzione fu dedicata al contenimento del peso a vuoto. L'armamento previsto ero lo stesso del secondo prototipo dell'Orione, ossia tre cannoni da 20 mm  e due mitragliatrici Breda-SAFAT da 12,7 mm, mentre la velocità fu stimata prossima ai 640 km/h.
Alla data dell'8 settembre, il prototipo era quasi completato e privo di matricola militare, trattandosi di iniziativa privata. 
Purtroppo il 22 ottobre 1943 il prototipo rimase danneggiato a causa di una esplosione accidentale ed accantonato, quando mancavano solo trenta giorni al suo completamento.
Nel marzo del 1944, l'ing. Castoldi era intenzionato a riprendere il progetto, introducendo nuovi radiatori dell'olio e dell'acqua di maggior finezza aerodinamica, ma i bombardamenti alleati della primavera del 1944 agli stabilimenti Macchi causarono ulteriori danni alla cellula, precludendo definitivamente ogni velleità di completamento del progetto.

## Tecnica
Rispetto al precedente C.205, Il Macchi C.206, motorizzato con il Daimler-Benz DB 605, aveva un'ala dalla superficie alare incrementata a 21 m², mentre la velocità massima stimata, secondo la motorizzazione prevista, era di 640 a km/h e una velocità di salita di 8 minuti e 50 secondi a 8 000 metri.
L'armamento era costituito da due mitragliatrici calibro 12,7 mm in fusoliera e tre cannoncini calibro 20 mm, di cui uno sparante attraverso il mozzo dell'elica e gli altri due installati sulle semiali.

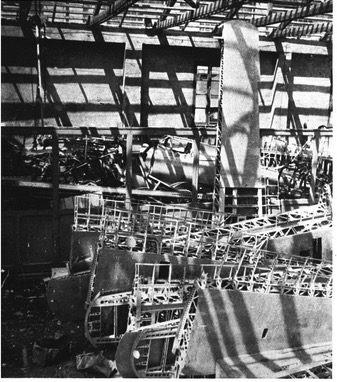
Il Macchi C.206 fotografato dopo il bombardamento alleato dell'aprile del 1943
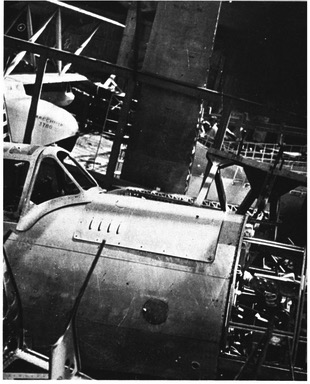
Particolare del Macchi C.206 (part. 1)
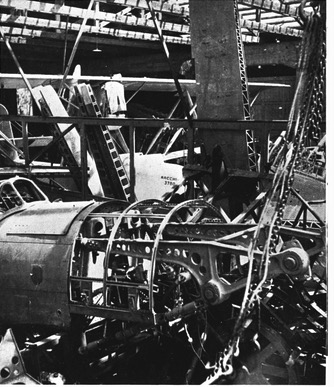
Particolare del Macchi C.206 (part. 2)

|                       | 202   | 205V serie 1 | 205V serie 3 | 205N (MM 499) | 205N (MM 500) | 206    | 207    |
| --------------------- | ----- | ------------ | ------------ | ------------- | ------------- | ------ | ------ |
| Apertura alare [m]    | 10,58 | 10,58        | 10,58        | 11,25         | 11,25         | 12,142 | 12,142 |
| Lunghezza [m]         | 8,85  | 8,85         | 8,85         | 9,549         | 9,549         | 9,335  | 9,735  |
| Superficie alare [m2] | 16,80 | 16,80        | 16,80        | 19,00         | 19,00         | 21,00  | 21,00  |
| Diametro elica [m]    | 3,050 | 3,050        | 3,050        | 3,050         | 3,050         | 3,050  | 3,150  |
| Peso a vuoto [kg]     | 2.357 | 2.568        | 2.581        | 2.695         | 2.759         | 2.578  | 3.292  |
| Peso totale [kg]      | 2.937 | 3.268        | 3.408        | 3.621         | 3.794         | 3.650  | 4.340  |
| Potenza motore [cv]   | 1.175 | 1.475        | 1.475        | 1.475         | 1.475         | 1.475  | 1.750  |

### Annotazioni
1. ↑  In presenza di numerose fonti che propongono denominazioni diverse tra loro, senza indicarne una logica precisa, si è scelto convenzionalmente di indicare la denominazione del velivolo in «Macchi C.206» nella forma completa e «M.C.206» nella forma in sigla.
2. ↑  I Macchi avevano otto perni di attacco, quattro per semiala.

### Fonti
1. ↑  Sgarlato, p. 28.
2. ↑  Gueli, p. 62.
3. ↑  Sgarlato, p. 30.